# Vlag van Apeldoorn
De vlag van Apeldoorn is op 30 juni 1966 per raadsbesluit vastgesteld als de gemeentelijke vlag van de Gelderse gemeente Apeldoorn. De beschrijving luidt als volgt:
Een verticale baan langs de broeking, met daarin geplaatst het wapen van Apeldoorn en twee horizontale banen van gelijke hoogte, de bovenste rood, de onderste geel.
Niet vermeld is dat de broekingbaan wit is. De kleuren zijn afkomstig van het gemeentewapen. De lengte-hoogteverhouding is vastgesteld als 2:1, maar in de praktijk wordt de vlag meestal in een verhouding 3:2 gebruikt.
Sierksma vermeldt deze vlag in 1962 als toen nog officieuze gemeentevlag.

## Verwante afbeelding

Wapen van Apeldoorn

Aalten ·
Apeldoorn ·
Arnhem ·
Barneveld ·
Berg en Dal ·
Berkelland ·
Beuningen ·
Bronckhorst ·
Brummen ·
Buren ·
Culemborg ·
Doesburg ·
Doetinchem ·
Druten ·
Duiven ·
Ede ·
Elburg ·
Epe ·
Ermelo ·
Harderwijk ·
Hattem ·
Heerde ·
Heumen ·
Lingewaard ·
Lochem ·
Maasdriel ·
Montferland ·
Neder-Betuwe ·
Nijkerk ·
Nijmegen ·
Nunspeet ·
Oldebroek ·
Oost Gelre ·
Oude IJsselstreek ·
Overbetuwe ·
Putten ·
Renkum ·
Rheden ·
Rozendaal ·
Scherpenzeel ·
Tiel ·
Voorst ·
Wageningen ·
West Betuwe ·
West Maas en Waal ·
Westervoort ·
Wijchen ·
Winterswijk ·
Zaltbommel ·
Zevenaar ·
Zutphen